# Bécours
Bécours est un hameau caussenard de la commune de Verrières dans l'Aveyron situé au cœur du Parc naturel régional des Grands Causses. Bécours est un centre international des Éclaireuses Éclaireurs de France (EEDF), association laïque du scoutisme français.

## Histoire
En 1980, les Éclaireuses Éclaireurs de France décident d'acheter le hameau de Bécours. Il est constitué de vingt hectares de terrain et d'une dizaine de maisons caussenardes traditionnelles, regroupées dans un ensemble avec calades et murs en pierres sèches. Les bâtiments sont à l'abandon, et le hameau n'a à cette époque, ni eau courante ni électricité. 

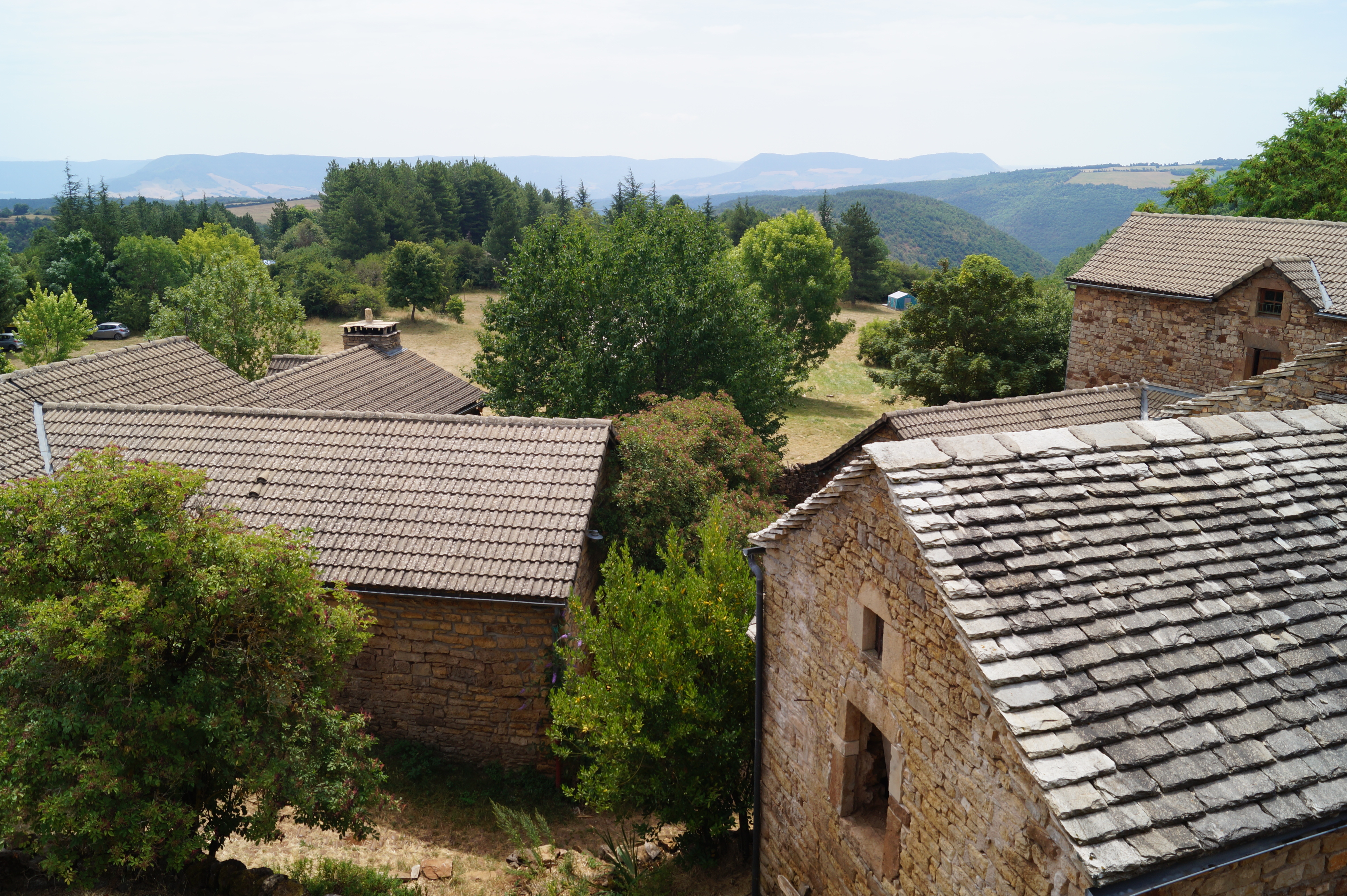
Vue sur les maisons et le terrain de camp en contrebas

Un premier rassemblement national y est organisé à l'été 1981, pour impulser la dynamique associative autour du lieu. Par la suite, Bécours accueillera de nombreux grands rassemblements. À l'été 2000, un « camp mondial de la solidarité » y rassemble 1500 jeunes de plusieurs pays, et voit la venue de Marie-Georges Buffet, alors Ministre de la Jeunesse et des Sports, et de Malik M'Baye, secrétaire exécutif de l'Unesco. En 2019, 900 éclaireuses et éclaireurs de la région Midi-Pyrénées y vivent un rassemblement sur le thème de la piraterie. 

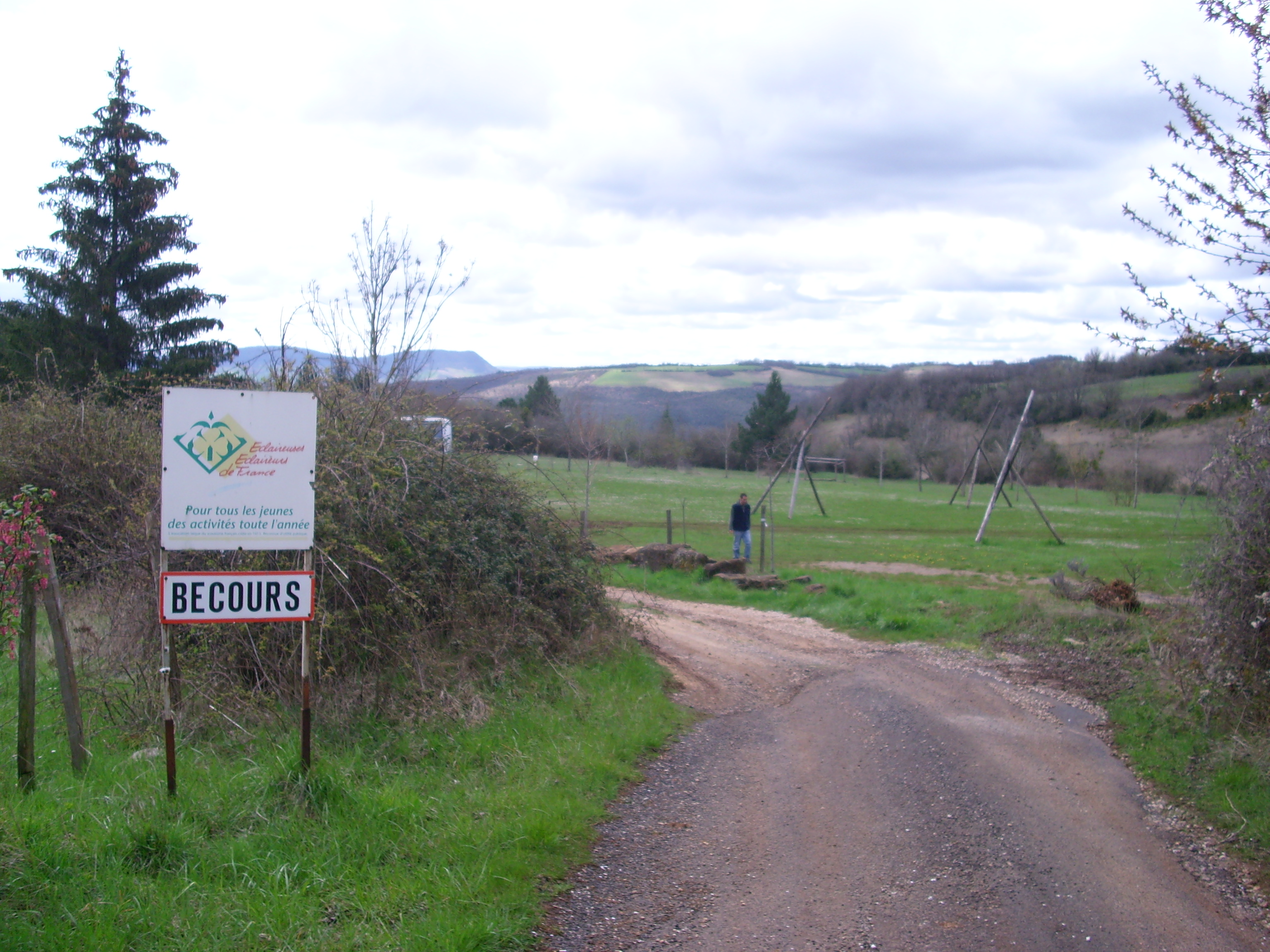
Entrée du hameau de Bécours

Bécours accueille plus largement de nombreux camps scouts chaque été, ainsi que des camps et stages de formation. Reconnu centre international, il accueille des activités scoutes du monde entier. Il est également ouvert à d'autres structures.
La rénovation du hameau, ininterrompue depuis l'achat par les Éclaireuses Éclaireurs de France, est réalisée au travers de camps chantiers et chantiers de jeunes qui ont lieu chaque année.

## Projet « Bécours »

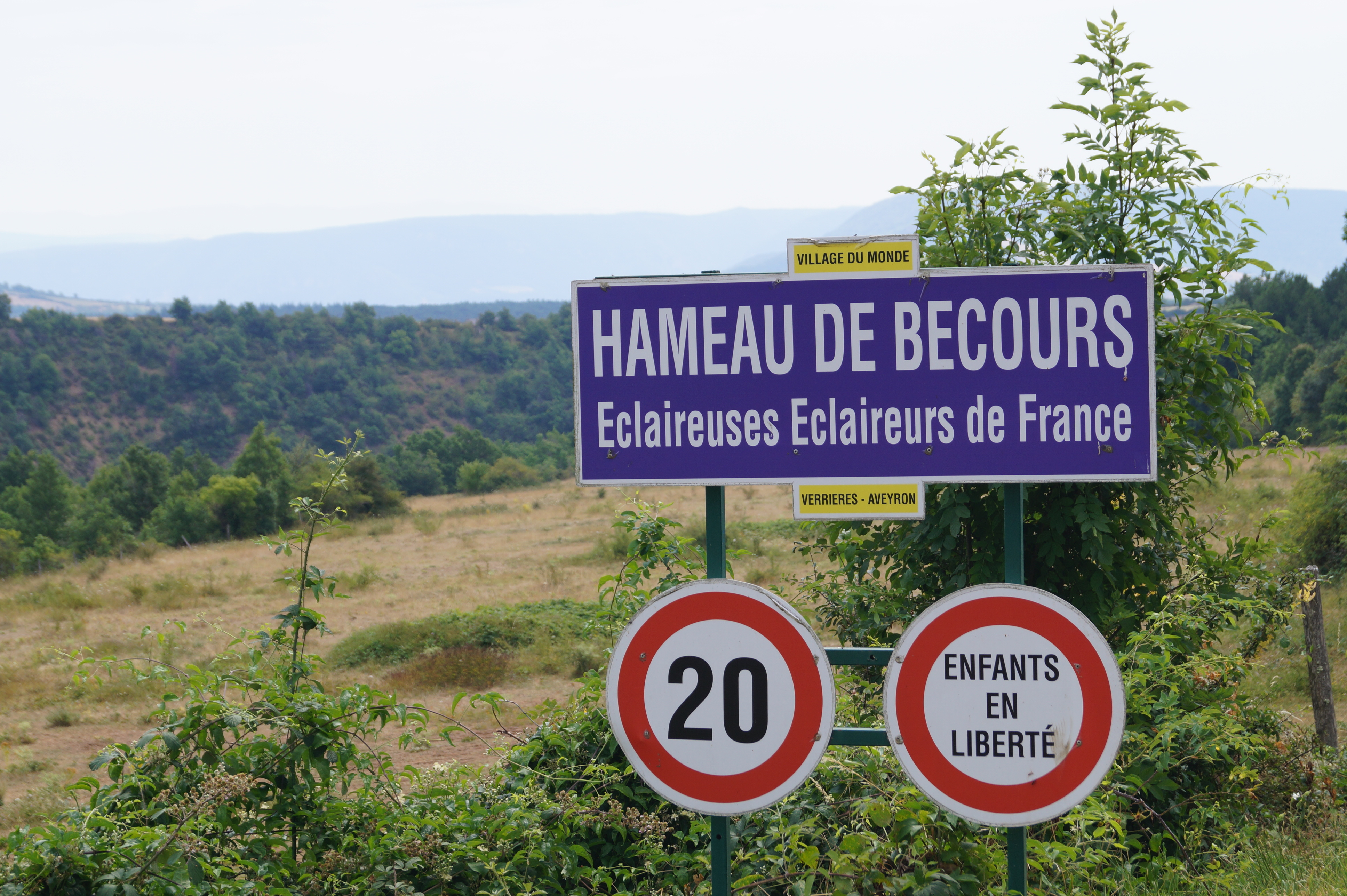
Entrée du hameau de Bécours

Le hameau de Bécours a été acheté dans le but de mettre en pratique le projet des Éclaireuses Éclaireurs de France, à une période où l'association connaissait de fortes dissensions internes, notamment sur le plan pédagogique, dans le sillage de Mai 68. Le lieu « représente l'opportunité de fédérer par la pratique, sans devoir trancher des positions clivantes, et de mettre en scène un mouvement qui se retrouve dans l'effort joyeux   de   tous   les   participants ».
Du fait de ce projet, et du nombre de jeunes y ayant campé, le hameau est devenu un « lieu symbole » pour les Éclaireuses Éclaireurs de France.